# سیارک ۴۳۰۱
سیارک ۴۳۰۱ (به انگلیسی: 4301 Boyden، نامگذاری:1966PM) چهار هزار و سیصد و یکمین سیارک کشف شده‌است که در ۷ اوت ۱۹۶۶ کشف شد.